# Górale Pienińscy
Górale pienińscy (zwani też szczawnickimi) – góralska grupa etnograficzna ludności polskiej zamieszkują głównie Pieniny Właściwe (m.in. Sromowce Niżne, Sromowce Wyżne, Szczawnicę, Krościenko nad Dunajcem, Hałuszową, Tylkę oraz Grywałd. Chociaż wiele elementów ich kultury znamionują wyraźne wpływy sąsiedniego Spiszu oraz Podhala, wykształcili przez wieki wiele cech wyróżniających ich jako osobną grupę etnograficzną.

## Budownictwo
Tradycyjne budownictwo góralskie zachowało się w niewielkim stopniu przede wszystkim w Hałuszowej i Tylce. Architektura nieco podobna do podhalańskiej wzorowana była, zwłaszcza w Szczawnicy, na XIX-wiecznej zabudowie uzdrowiskowej z terenu Alp.

## Strój

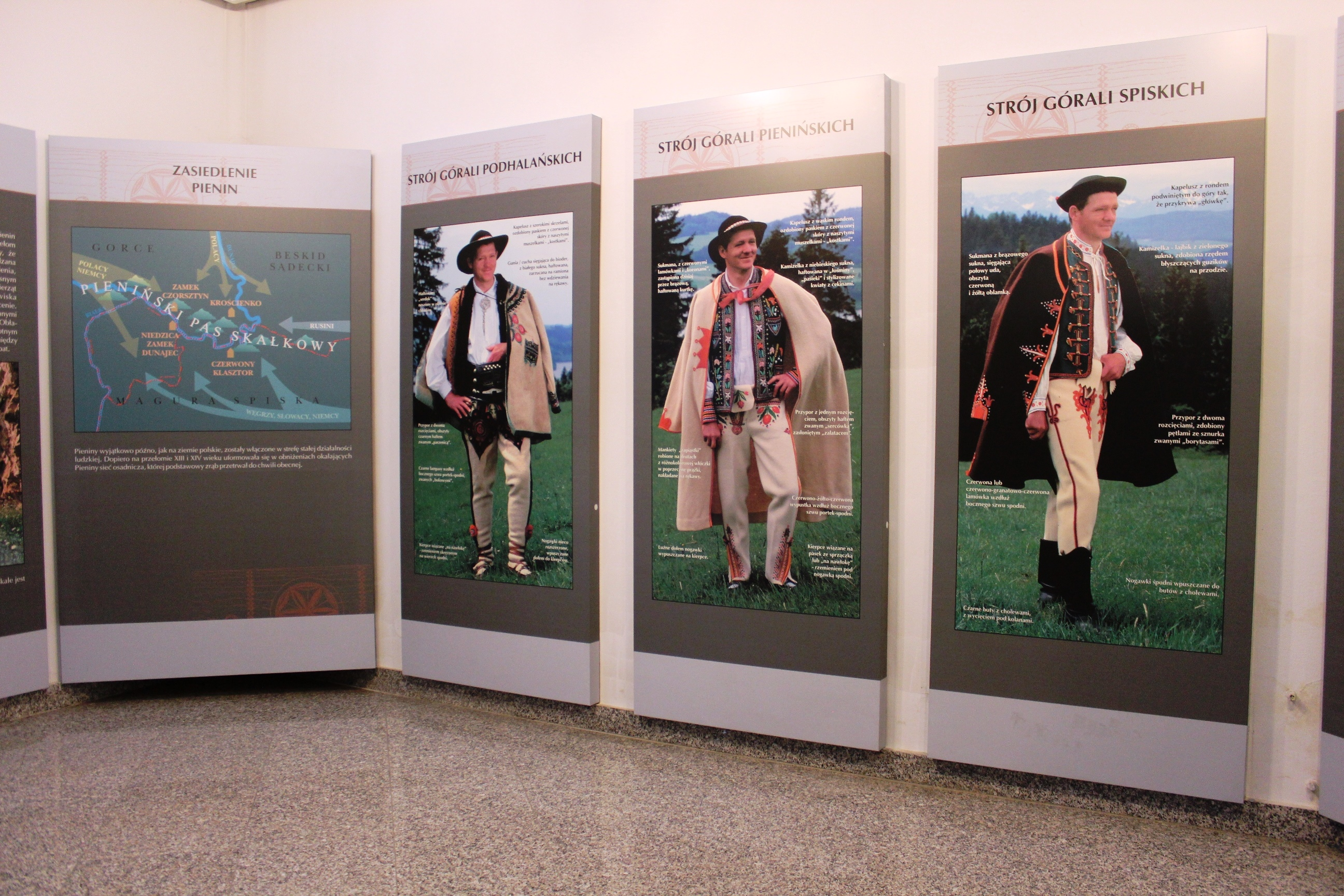
Męski strój górala pienińskiego – wystawa w Muzeum Pienińskim

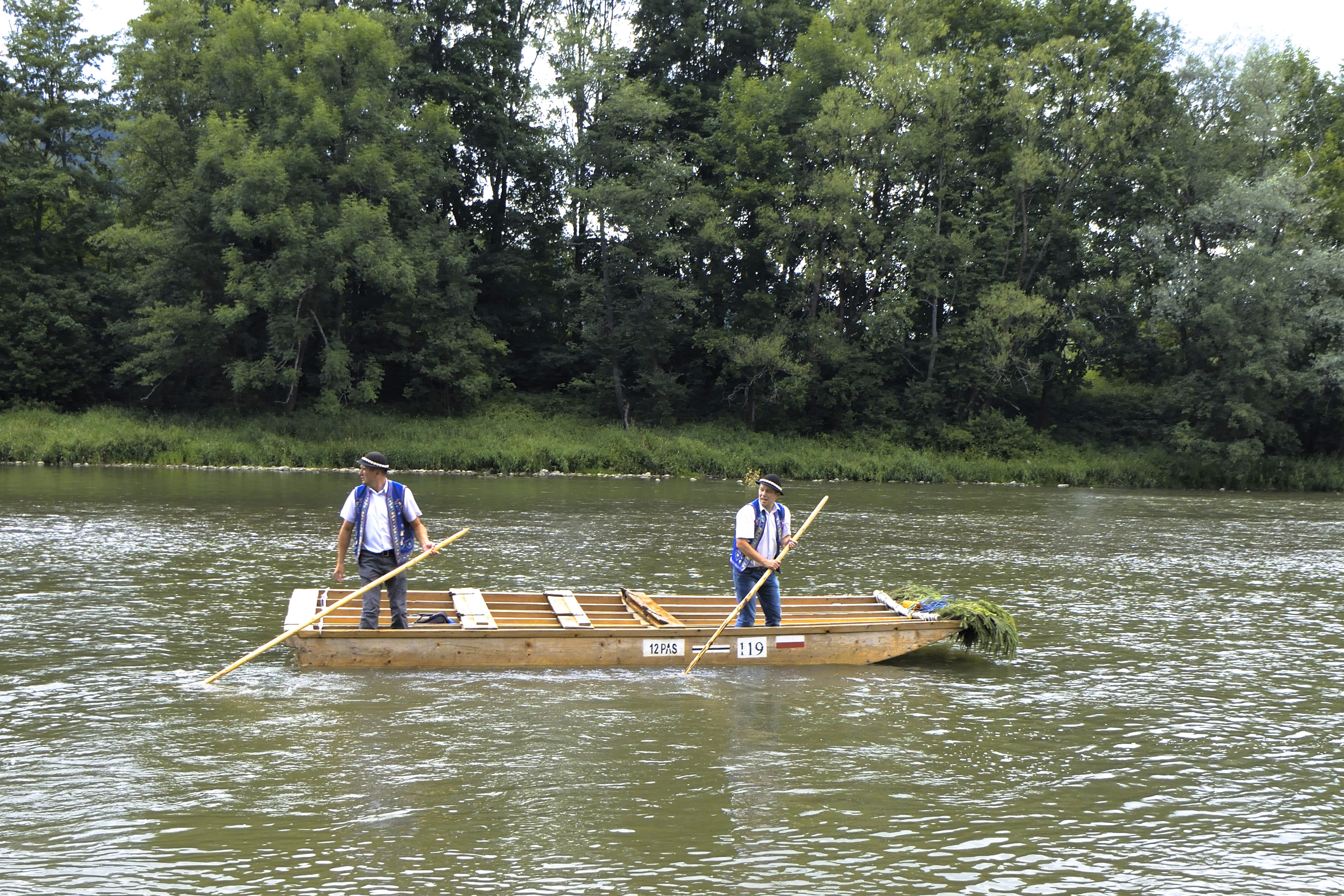
Górale pienińscy – flisacy

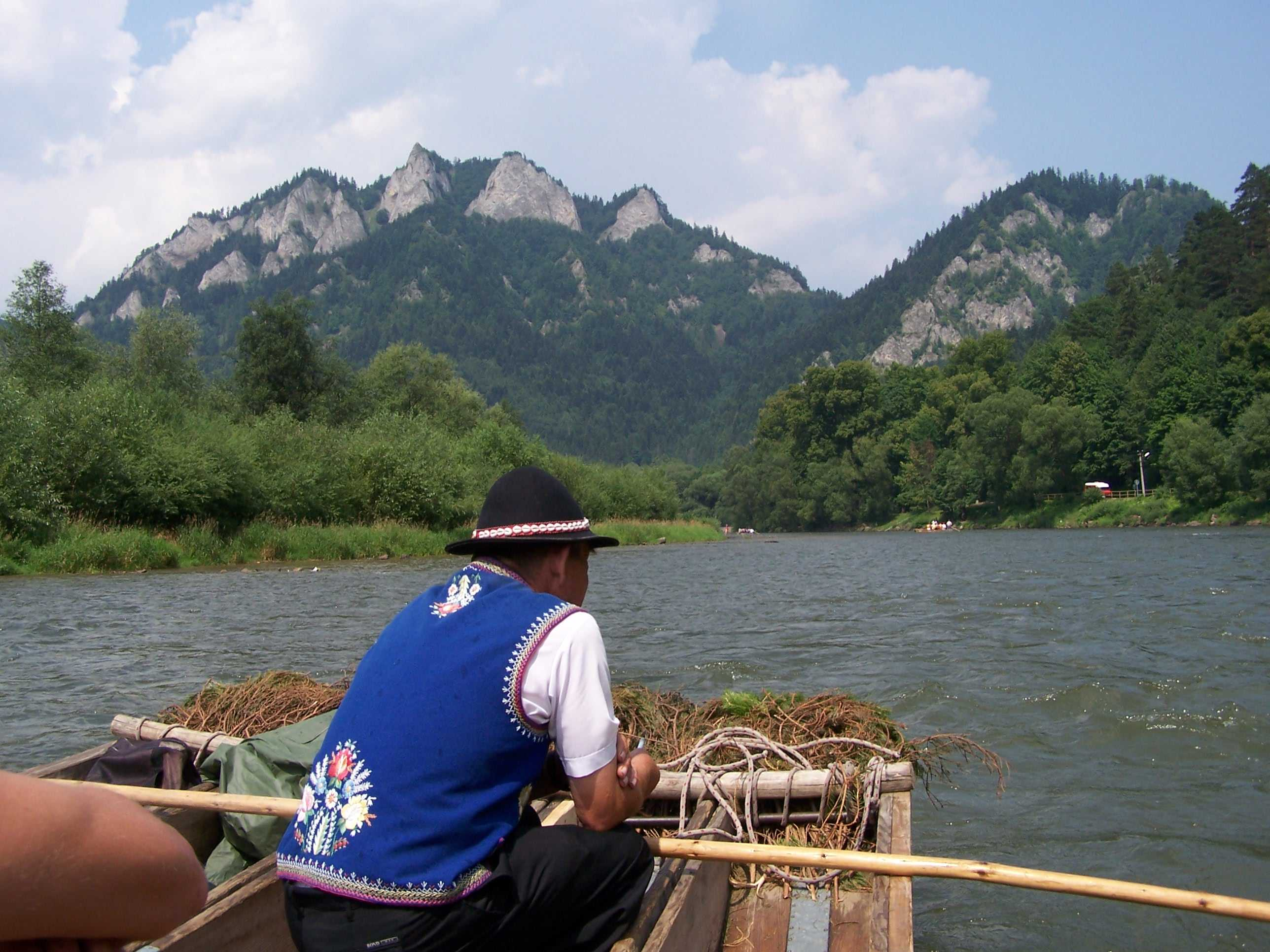
Flisak pieniński

Tradycyjny strój ludowy, szczególnie męski, zdecydowanie wyróżnia górali pienińskich. Jego typowymi elementami są: jaskrawoniebieska kamizelka z bogatym kolorowym haftem, noszona najczęściej do białej koszuli oraz czarny kapelusz z paskiem imitującym sznur muszelek. Tak obowiązkowo ubrani są flisacy pienińscy, obsługujący spływ przełomem Dunajca. Tylko „od parady”, w niedziele i święta, czy podczas imprez folklorystycznych, można spotkać mężczyznę w białych góralskich portkach z wyszywanymi, najczęściej na czerwono, parzenicami, zwanymi sercówkami lub borytasami. Zanikają białe i brązowe cuchy jako wierzchnie okrycia, zdobione haftami z motywem korony – według tradycji, na pamiątkę wizyty króla Jana Kazimierza. Mniej charakterystyczny i obecnie rzadziej noszony ludowy strój kobiecy posiadał elementy podobne do innych znanych w polskich Karpatach: kwieciste spódnice (tzw. tybetki), haftowane zapaski, białe koszule z dużymi kołnierzami zdobione haftem, czarny lub czerwony gorset, a niekiedy też męska niebieska kamizelka i kierpce.